# Коромысла

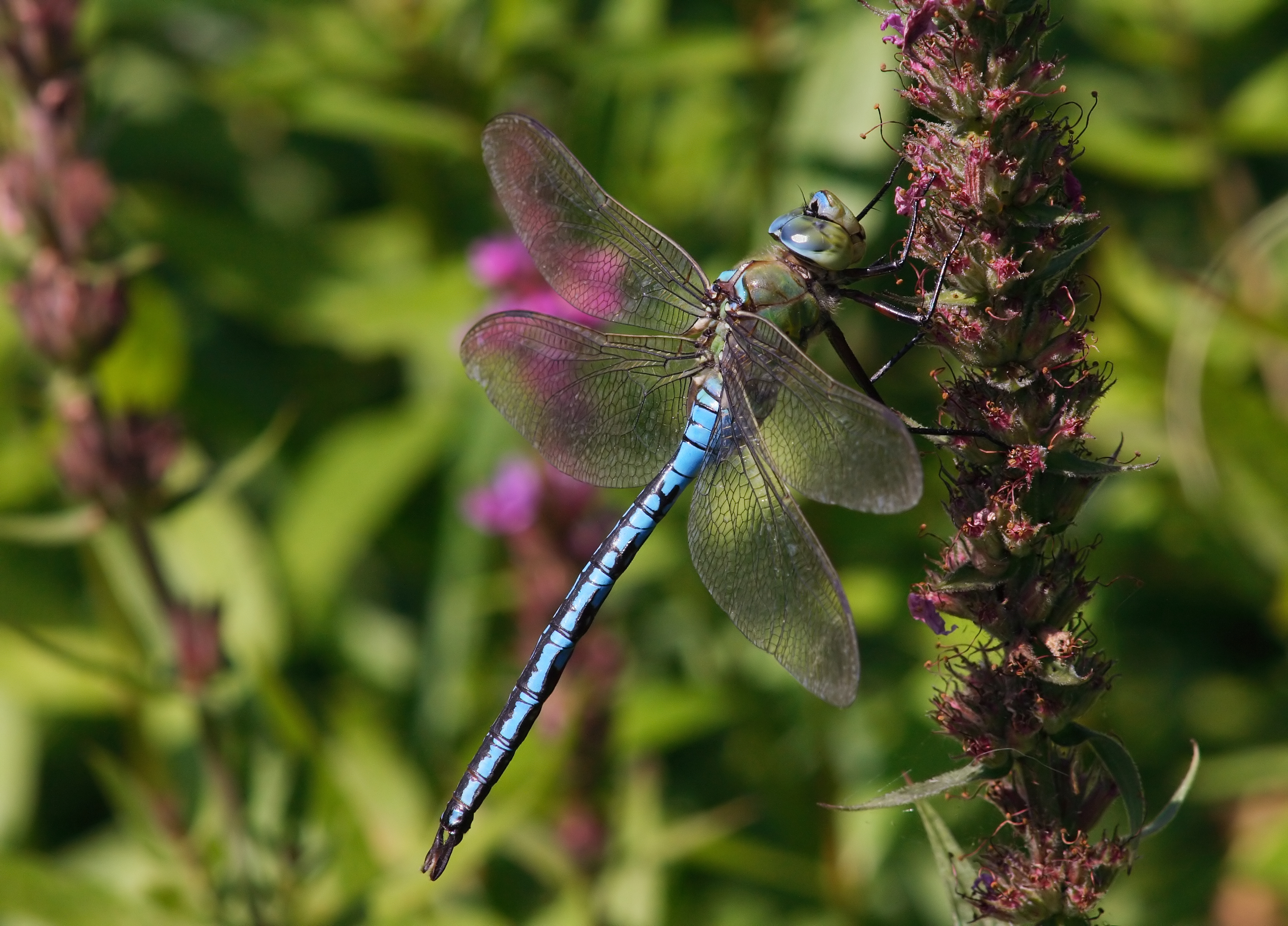
Anax imperator

Коромы́сла (лат. Aeshnidae) — семейство крупных стрекоз из подотряда разнокрылых. В семействе насчитывают около 400 видов.

## Описание
Очень крупные стрекозы с длиной тела до 70 мм, а в размахе крыльев до 95—115 мм (Дозорщик-император, Коромысло синее). Самым крупным представителем является эндемик Гавайских островов Anax strenuus с размахом крыльев до 150 мм. 
Глаза соприкасаются на небольшом отрезке. Лопасти нижней губы примерно одинаковые по своему размеру. Брюшко с боковыми рёбрышками. Яйцеклад самок образован 4 стилетами и не длиннее конца брюшка, имеется генитальная заслонка. Передние и задние крылья различны по форме. Все виды семейства при посадке принимают вертикальную позу со свисающим вниз брюшком.
Прекрасные летуны, пролетают десятки и сотни километров, расселяясь в новые водоёмы. Имаго и личинка — активные хищники. Плавая около дна водоёма, личинка питается всем, что может одолеть, даже мальками рыб.

## Систематика
Около 400 видов распределены между 2 подсемействами: Aeshninae Rambur, 1842 (трибы Aeshnini, Anactini, Gynacanthini, Polycanthagynini) и Brachytroninae (трибы Brachytronini, Gomphaeschnini). Для СССР указывалось 7 родов и 23 вида.
- Acanthaeschna
- Adversaeschna
- Aeschnophlebia
- Aeshna — в том числе Aeshna juncea
- Agyrtacantha
- Allopetalia
- Amphiaeschna
- Anaciaeschna
- Anax
- Andaeschna
- Antipodophlebia
- Austroaeschna
- Austrogyncantha
- Austrophlebia
- Basiaeschna
- Boyeria
- Brachytron
- Caliaeschna
- Castoraeschna
- Cephalaeschna
- Coryphaeschna
- Dendroaeschna
- Epiaeschna
- Gomphaeschna
- Gynacantha
- Gynacanthaeschna
- Heliaeschna
- Hemianax
- Indaeschna
- Nasiaeschna
- Limnetron
- Linaeschna
- Nasiaeschna
- Neuraeschna
- Notoaeschna
- Oligoaeschna
- Oplonaeschna
- Oreaeschna
- Periaeschna
- Petaliaeschna
- Planaeschna
- Plattycantha
- Polycanthagyna
- Racenaeschna
- Remartinia
- Rhionaeschna
- Sarasaeschna
- Spinaeschna
- Staurophlebia
- Subaeschna
- Telephlebia
- Tetracanthagyna
- Triacanthagyna